# Aprigliano
Aprigliano è un comune italiano sparso di 2 330 abitanti della provincia di Cosenza in Calabria.

## Geografia fisica
Aprigliano è uno dei comuni più estesi della Sila. La maggior parte del territorio che si estende per circa 12 000 ettari, è posta oltre i 1 000 metri di altitudine, con tre vette più alte: i monti Cardoneto (1684 m), Melillo (1600 m) e Paganella (1526 m). L'intero territorio comunale è compreso tra 400 e 1766 metri di altitudine. La quota massima di 1766 corrisponde alla cima di Colli Perilli (o Croce dei due Laghi), dalla quale è possibile ammirare il Lago Arvo e ampi scorci della vallata dell'Ampollino nonché le maggiori vette della Sila.
I corsi d'acqua che interessano il comune di Aprigliano sono il fiume Crati, la sorgente Zumpo e i laghi Ampollino e Arvo; il fiume Crati, 81 km di lunghezza e un bacino di 2440 km², è il principale della regione. Nel territorio comunale di Aprigliano, in località Spineto, a 1 260 metri di altitudine s.l.m., vi è inoltre la sorgente del fiume Savuto. L'abitato è formato da sette storici borghi: Agosto (m 620 slm), Corte (m 650 slm), Grupa (m 740 slm), Guarno (sede comunale, m 718 slm), Petrone (m 625 slm), San Nicola (m 504 slm), e Vico (m 560 slm).

## Storia

### Simboli
Lo stemma e il gonfalone del comune di Aprigliano sono stati concessi con decreto del presidente della Repubblica del 24 febbraio 1979.
Il gonfalone è un drappo di azzurro.

## Società

### Evoluzione demografica
Abitanti censiti

## Amministrazione
| Periodo | Periodo   | Primo cittadino           | Partito | Carica       | Note        |
| ------- | --------- | ------------------------- | ------- | ------------ | ----------- |
| 1884    | 1888      | Raffaele De Rose          |         | Sindaco      |             |
| 1889    | 1889      | Domenico Le Pera          |         | Sindaco f.f. |             |
| 1891    | 1891      | Francesco Vigna           |         | Sindaco      |             |
| 1892    | 1895      | Luigi Martini             |         | Sindaco      |             |
| 1919    | 1919      | Arturo Vanno              |         | comm. pref.  |             |
| 1919    | 1919      | Domenico Pinnola          |         | Comm. pref.  |             |
| 1920    | 1923      | Teodoro Toscano           |         | Comm. pref.  |             |
| 1923    | 1923      | Francesco Cribari         |         | Comm. pref.  |             |
| 1926    | 1926      | Francesco Giordano        |         | Comm. pref.  |             |
| 1927    | 1929      | Felice Martini            |         | Comm. pref.  | Poi podestà |
| 1929    | 1932      | Francesco Cribari         |         | Podestà      |             |
| 1932    | 1942      | Vittorio De Rose          |         | Podestà      |             |
| 1942    | 1942      | Francesco Porfidia        |         | Comm. pref.  | Poi potestà |
| 1942    | 1943      | Luigi Tassone             |         | Comm. pref.  | Poi podestà |
| 1943    | 1943      | Gennaro De Campora        |         | Comm. pref.  |             |
| 1943    | 1944      | Giuseppe Cerzosimo        |         | Comm. pref.  |             |
| 1944    | 1944      | Alfredo Blasi             |         | Comm. pref.  |             |
| 1944    | 1945      | Vittorio De Rose          |         | Comm. pref.  | Poi sindaco |
| 1945    |           | Giuseppe Rogliano         |         | Sindaco      |             |
| 1959    | 1960      | Arturo De Vuono           |         | Sindaco      |             |
| 1960    | 1965      | Francesco Piro            |         | Sindaco      |             |
| 1965    | 1965      | Pasquale De Carlo         |         | Comm. pref.  |             |
| 1966    | 1969      | Angelo Cosentini          |         | Sindaco      |             |
| 1969    | 1971      | Mariano Romano            |         | Sindaco      |             |
| 1971    | 1973      | Rocco De Vuono            |         | Sindaco      |             |
| 1973    | 1974      | Guido Ceccherini          |         | Comm. pref.  |             |
| 1974    | 1980      | Corrado Guarascio         |         | Sindaco      |             |
| 1980    | 1990      | Antonio Aramini           |         | Sindaco      |             |
| 1990    | 1995      | Francesco Vigna           |         | Sindaco      |             |
| 1995    | 1999      | Luigi Femia               |         | Sindaco      |             |
| 1999    | 2004      | Carlo De Vuono            |         | Sindaco      |             |
| 2004    | 2008      | Francesco Gallucci        |         | Sindaco      |             |
| 2009    | 2009      | Giorgio Criscuolo         |         | Comm. pref.  |             |
| 2009    | 2014      | Gabriele Perri            |         | Sindaco      |             |
| 2014    | 2019      | Pietro Giorgio Le Pera    |         | Sindaco      |             |
| 2019    | in carica | Alessandro Porco Leonardo |         | Sindaco      |             |

## Sport
Ha sede nel comune la società di A.S.D. Città di Aprigliano 1980 Calcio, che ha disputato campionati dilettantistici regionali.